# 멤라이즈
멤라이즈(Memrise)는 플래시카드의 분산 반복을 사용하여 학습 속도를 높이는 영국 언어 플랫폼이다. 영국 런던에 본사가 있다.

## 특징

### 커뮤니티 강좌
플랫폼 사용자는 오디오와 사진을 곁들인 엄선된 단어 및 구문 목록으로 구성된 개인 맞춤형 "강좌"를 만들 수 있다. 이러한 강좌는 개별 학습 목적으로 사용하거나 강좌 카탈로그에 공개하여 커뮤니티와 공유할 수 있다. 이러한 기능 덕분에 시간이 지남에 따라 다양한 "커뮤니티 강좌"가 축적되었으며, 이는 인기 언어뿐만 아니라 제한된 자원으로 언어를 배우거나 특정 분야에 관심이 있는 언어 학습에도 유용한 것으로 입증되었다.
2012년, 출시 후 2년도 채 되지 않아 Memrise는 이미 "카탈루냐어부터 아이티 크리올어까지" 약 100개 언어의 자료를 크라우드소싱했다.

### "Mems"
Memrise에는 "멤스(mems)"라는 기능이 있었는데, 이는 학습자가 새로운 정보를 보다 효과적으로 기억하고 유지하는 데 도움이 되는 사용자가 생성하는 기억 장치 또는 기억 보조 도구이다.
그러나 공식 포럼에서 표현된 사용자들의 압도적으로 부정적인 피드백에도 불구하고 2022년 9월 이후부터 mems는 사이트에서 완전히 제거되었다.

### 공식 강좌
2025년 2월 현재 Memrise는 영어 사용자를 위한 35개 언어의 공식 자료를 보유하고 있다. 해당 언어는 다음과 같다: 아랍어, 중국어, 덴마크어, 네덜란드어, 프랑스어, 갈리시아어, 독일어, 그리스어, 하우사어, 히브리어, 힌디어, 아이슬란드어, 이그보어, 인도네시아어, 이탈리아어, 한국어, 일본어, 몽골어, 노르웨이어, 페르시아어, 폴란드어, 포르투갈어(유럽 및 브라질 포르투갈어), 러시아어, 슬로베니아어, 소말리아어, 스페인어(카스티야 및 멕시코 포르투갈어), 스와힐리어, 스웨덴어, 태국어, 터키어, 우크라이나어, 베트남어, 웨일스어, 코사어, 요루바어.
아랍어, 중국어, 네덜란드어, 프랑스어, 독일어, 힌디어, 인도네시아어, 이탈리아어, 일본어, 한국어, 노르웨이어, 폴란드어, 포르투갈어, 러시아어, 스페인어, 스웨덴어, 터키어, 베트남어 사용자를 위한 자료도 개발되었다.
2023년부터 공식 과정은 학습자가 인간과 유사한 대화를 연습할 수 있도록 하는 GPT-3 기반 "AI 언어 파트너"와 결합된다. Memrise는 이를 통해 학습자가 언어 습득의 "자신감 격차"를 극복하는 데 도움이 될 수 있다고 생각한다. 공식 과정은 커뮤니티 과정에 포함된 대부분의 언어를 다루지 않으며, 언어와 관련 없는 공식 자료도 없다.

## 같이 보기
- 듀오링고
- 언어 자율 학습 프로그램 목록